# بلدية العريجاء
بلدية العريجاء هي إحدى بلديات مدينة الرياض في المملكة العربية السعودية.

## الأحياء التابعة للبلدية
- حي الدريهمية
- حي شبرا
- حي السويدي الغربي
- حي ظهرة البديعة
- حي الزهرة
- حي السويدي
- حي سلطانة
- حي العريجاء
- حي العريجاء الوسطى
- هجرة وادي لبن
- حي العريجاء الغربية
- حي طويق.[1][2]